# Якопо Понтормо
Якопо Понтормо (італ. Jacopo da Pontormo; 24 травня 1494 — 2 січня 1557) — італійський художник часів Відродження, представник маньєризму.

## Життєпис
Народився у м. Понтрме поблизу Флоренції у родині художника Бартоломео Карруччі. Втім вже у 1499 році втратив батька, а у 1504 році — матір. Після цього потрапив під опіку своєї бабусі Бригіти, з якої переїздить до Флоренції. рано виявив схильність до малювання. Замолоду навчався у відомих художників того часу Маріотто Альбертінеллі, Андреа дель Сарто, Фра Бартоломео. Особливо вплинув на Понтормо Андреа ель Сарто, у майстерні якого він працював до 1512 року.
Поступово Якопо Понтормо починає створювати власні картини, які були на релігійну тематику. Найулюбленіший образ того часу — «Мадонна». Також брав участь у прикрашенні Флоренції з нагоди приїзду в 1513 році папи римського Лева X. В цей ж час разом з Россо Фйорентино виконував фреску з Життя Богородиці для базиліки Сантіссімо-Анунціата.

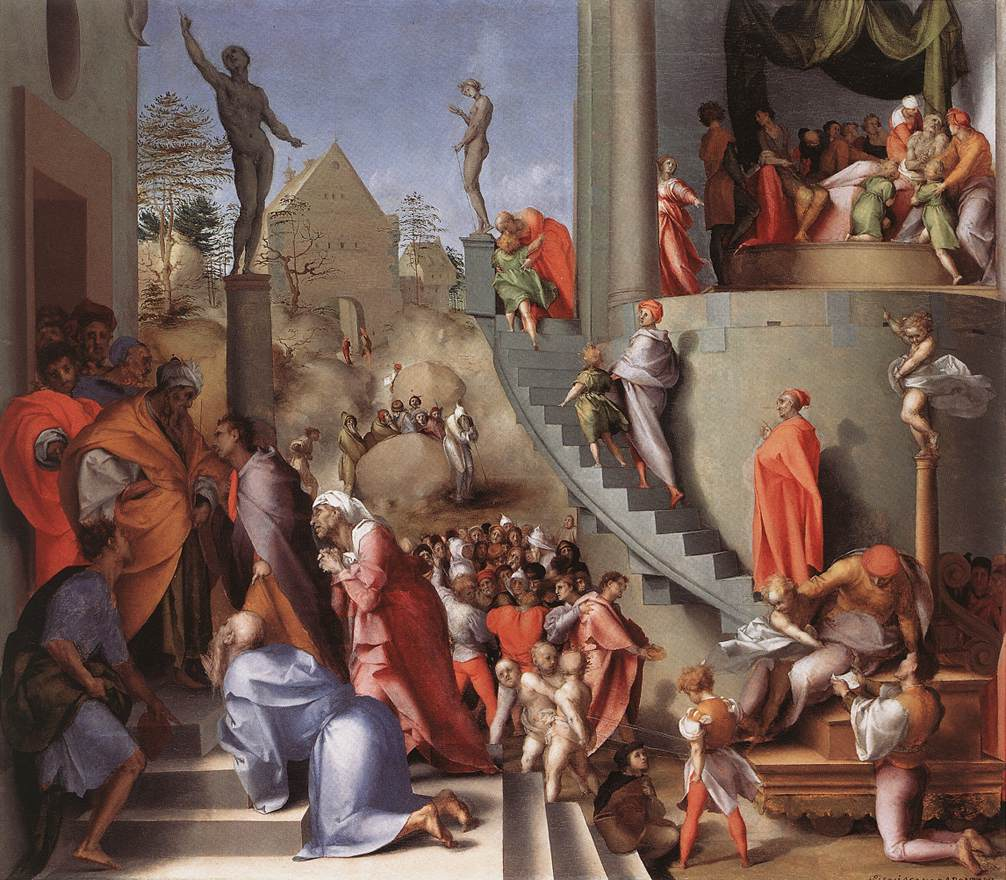
Сцена з життя Йосифа

 У 1515 році на деякий час приїздить до Риму. Того ж року повертається до Флоренції, де відкриває власну майстерню У 1517—1518 роках розпису 4 панелі з історії життя Йосифа. Тут відобразилися особливості власного стилю Понтормо. Він відходить від італійської традиції зображувати образи навколо центральної опори 9символа). Тепер він розташовує осіб у чотирьох кутках.
У 1519 році Понтормо запрошують для розпису вілли Медічі у Поджо-а-Кайано, де він виконує сюжети з «Метаморфоз» Овідія, розписуючи люнети. Втім роботи було перервано епідемією моровиці у 1522 році. Тікаючи від неї Понтормо разом зі своїм учнем Бронзінотікає до монастиря Чертозо дель Галуццо. найзначніші роботи цього періоду — це «Христос в Емаусі», «Історії Страстей Господніх», Тут він працював до 1525 року, коли повертається до Флоренції. Того ж року стає членом Академії витончених мистецтв.
З 1526 до 1528 року виконує замовлення на прикрашення каплиці Каппоні у церкві Санта Фелічита, де створює одну з найкращих своїх робіт «Зняття з хреста».
У 1529 році придбав власний будинок, де облаштував майстерню. В цей час він виконує здебільшого приватні замовлення. У 1532 році повертається до розпису вілли Алессандро Медічі в Поджо-а-Кайано. 1533 року виконав копію картону Мікеланджело «Венера й Амур» для Бартоломео Беттіні, яку пізніше викупив Алессандро Медічі. У 1537 році отримує замовлення герцога Козімо Медічі, який доручив розписати фресками власну віллу в Кастелло. Ця робота тривала до 1541 року. Вслід за цим займався розписом у базиліці Сан-Лоренцо, який завершив у 1546 році. Після цього до самої смерті 2 січня 1557 року вже не виконував якихось робіт.